# Специальный самоходный подвижной состав

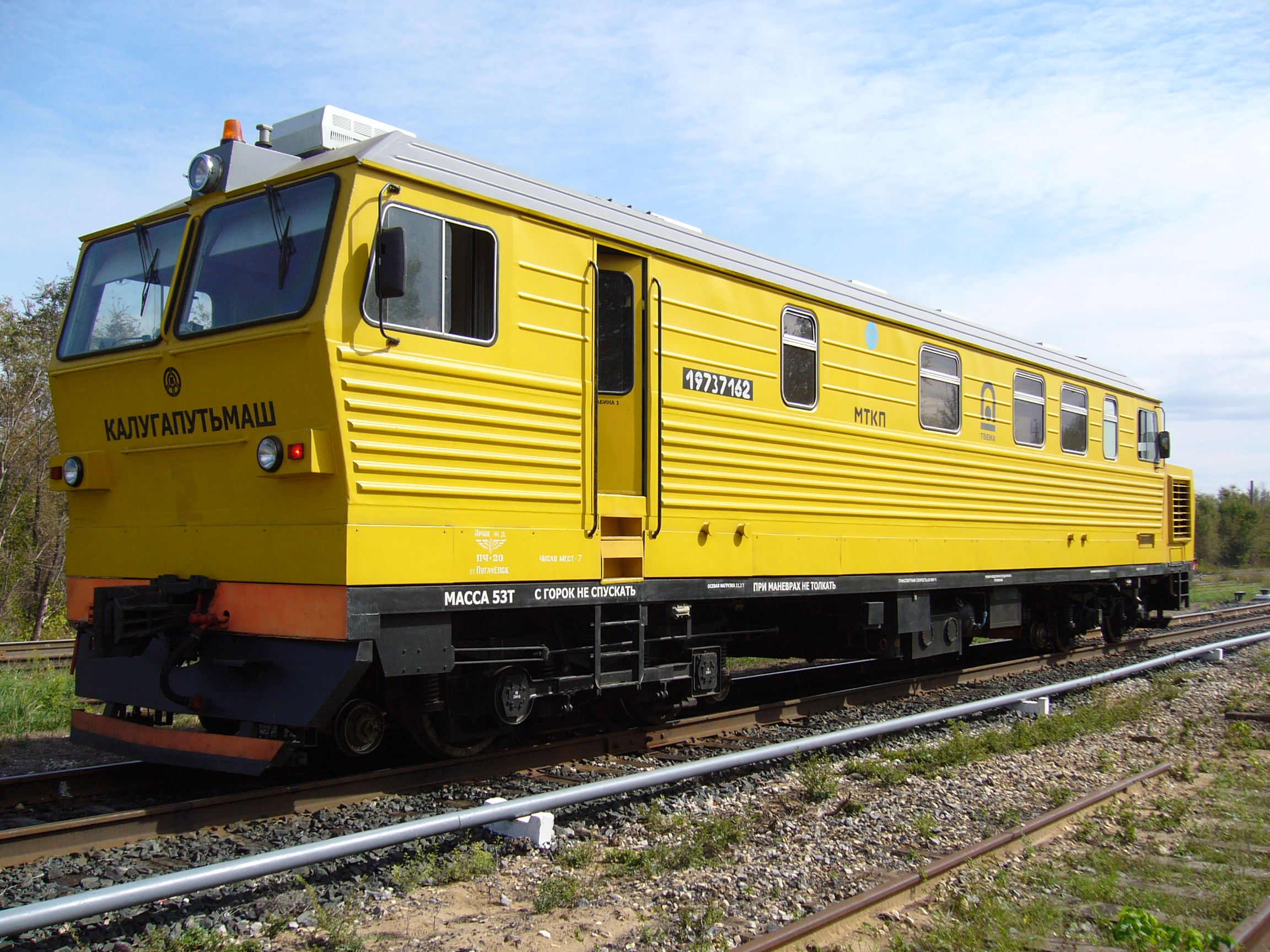
Путеизмерительная автомотриса МТКП

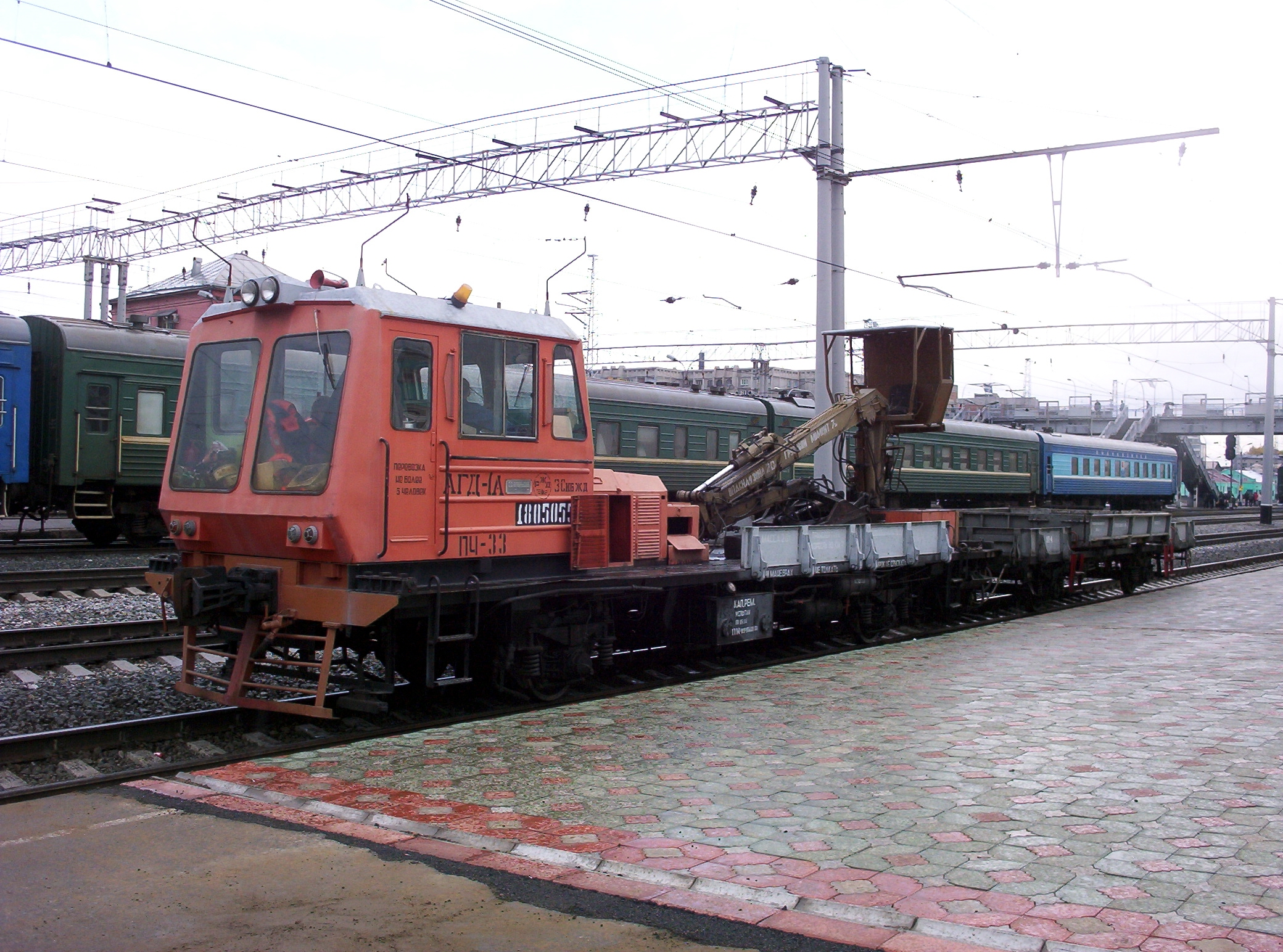
Автомотриса АГД-1А

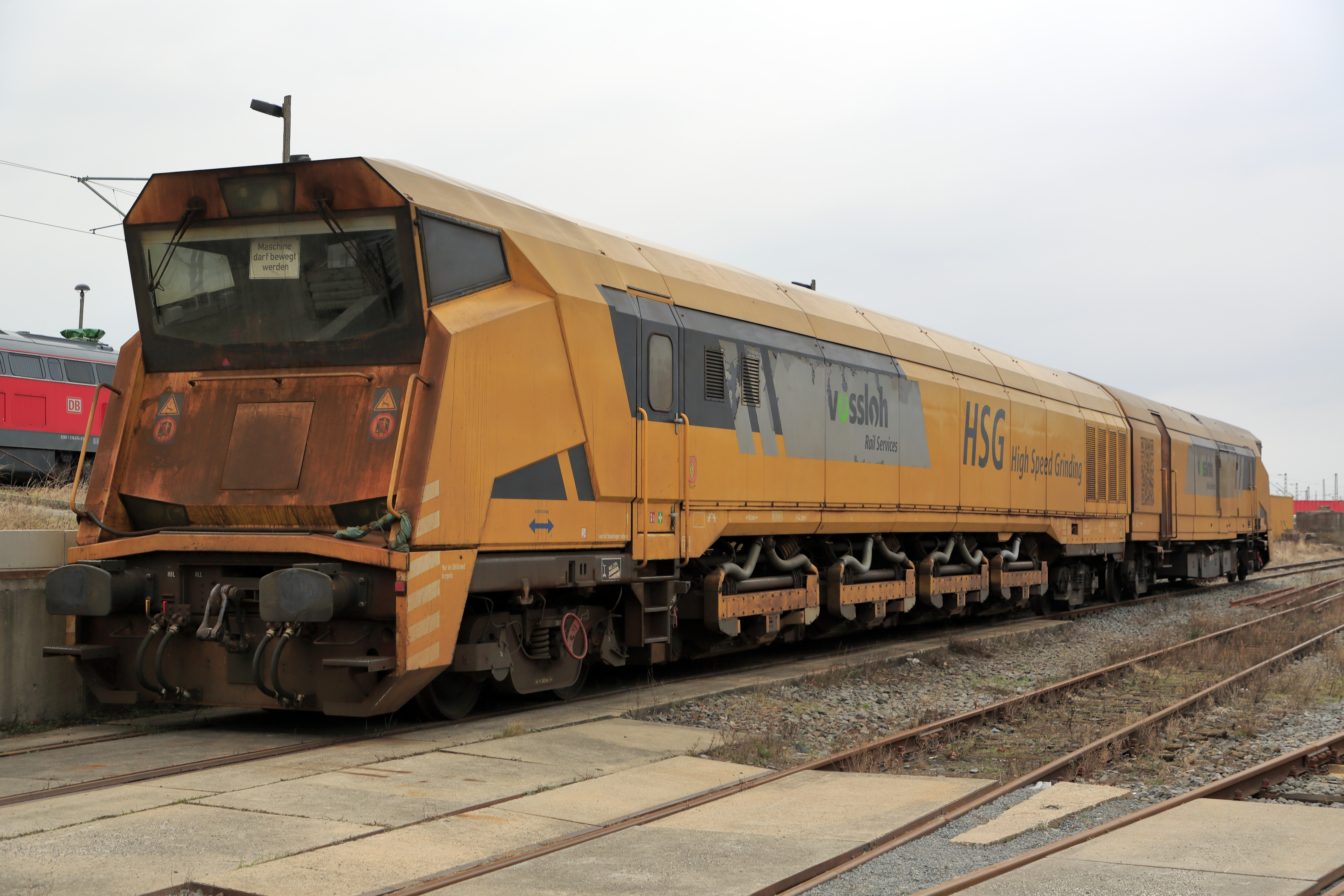
Рельсошлифовальная машина HSG-2

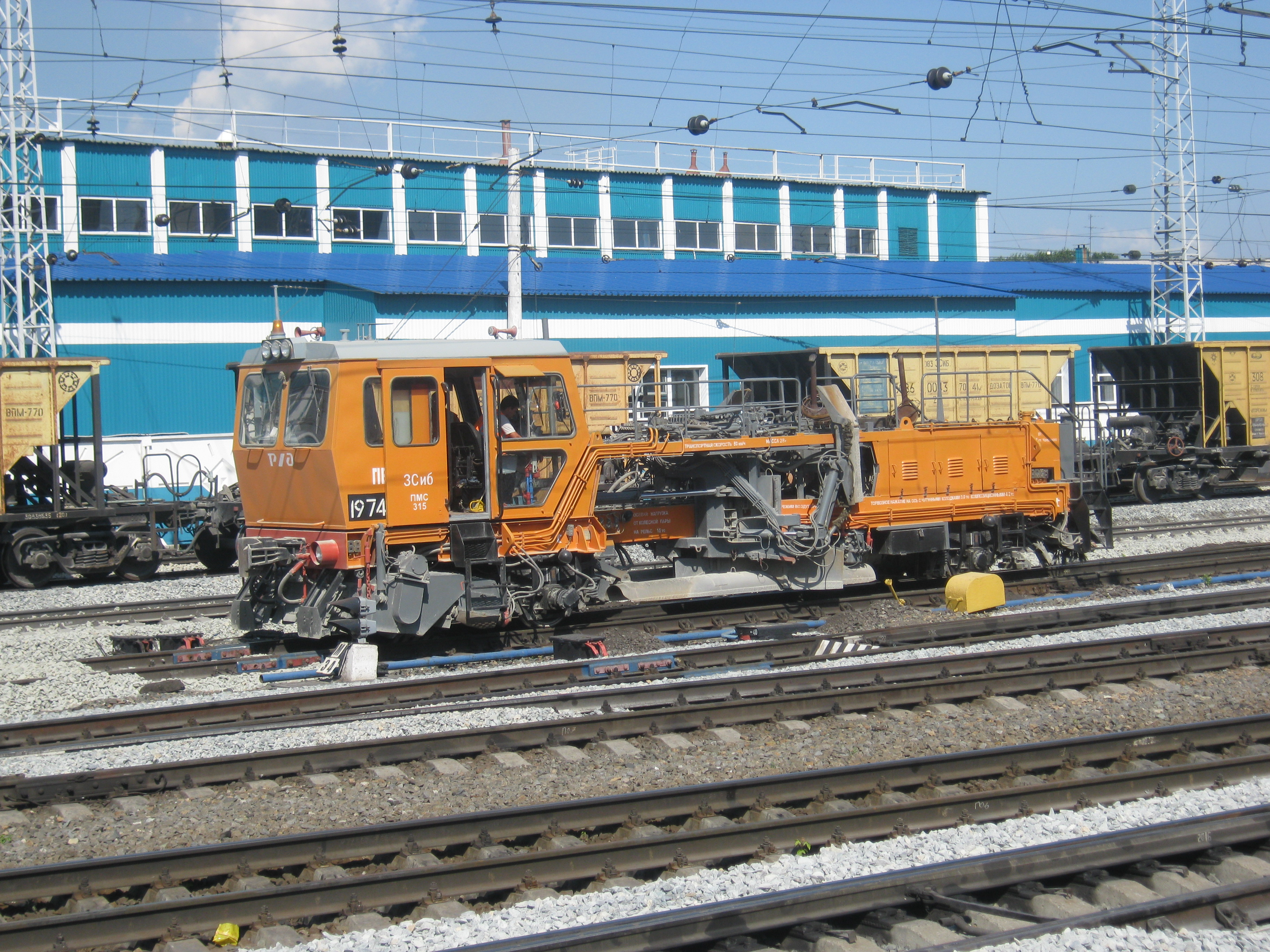
Планировщик балласта ПБ-01

Специальный самоходный подвижной состав (сокр. ССПС) — железнодорожный подвижной состав (автомотрисы, мотовозы, дрезины и прочие самоходные машины) для обслуживания устройств и оборудования железных дорог: пути, контактной сети и устройств энергоснабжения, устройств связи централизации и блокировки. 
Обязательным признаком ССПС является наличие собственной тягово-энергетической установки.
ССПС с пассажирскими кабинами также используются и для перевозки людей к местам проведения работ.
На ССПС могут устанавливаться краны-укосины, электрогенераторы для питания механизированного путевого инструмента, сварочные генераторы, манипуляторы, буры.
К ССПС также относятся автономные снегоуборочные поезда, самоходные путеукладчики, самоходные щебнеочистительные машины.

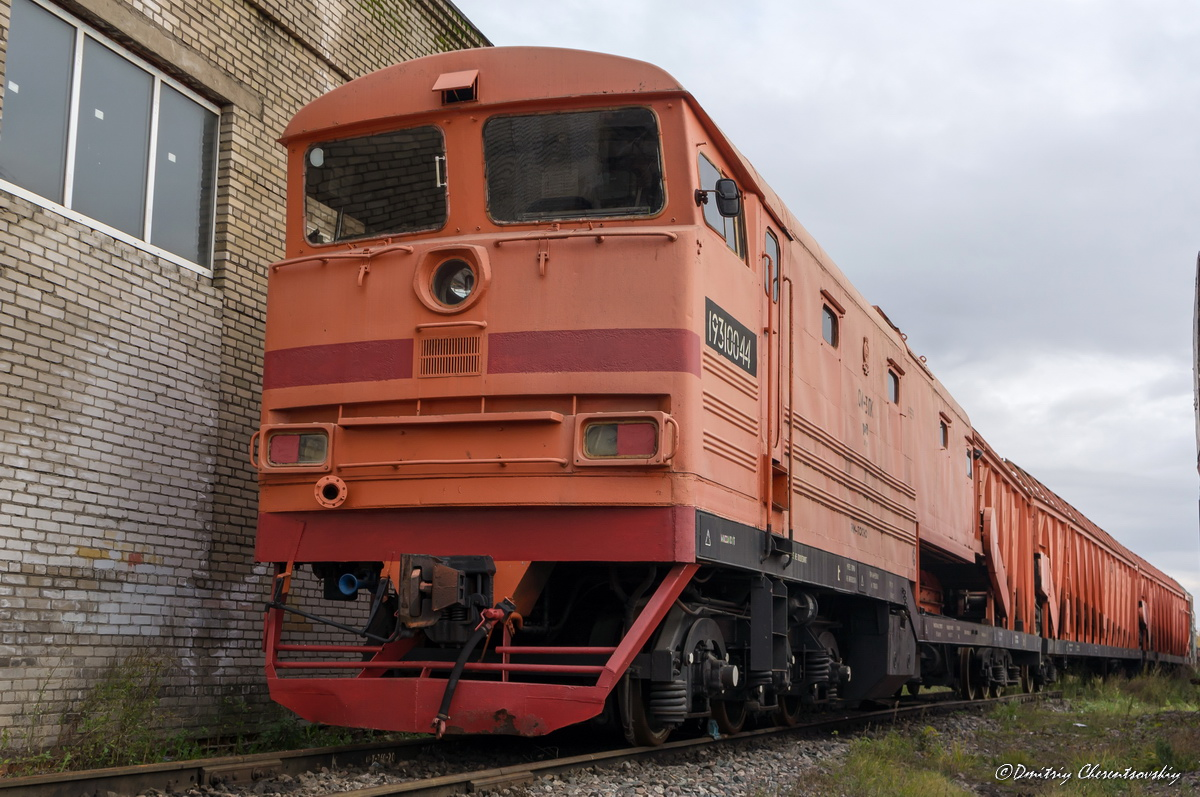
Самоходный снегоуборочный поезд СМ3

Тягово-энергетическая установка ССПС может быть как с карбюраторным двигателем (бензиновоз), так и с дизелем. Тяговый привод может быть электрическим (генератор-двигатель), гидравлическим, механическим. Рама ССПС рассчитана на восприятие незначительных тяговый усилий, поэтому ССПС могут буксироваться один — два вагона (например, платформа с материалами верхнего строения пути). Для сцепления с другими единицами подвижного состава на ССПС с обоих торцов устанавливаются автосцепки.
В начале 30-х годов XX века работы на контактной сети выполнялись с применением дрезин типа Уа, оборудованных неподвижной рабочей площадкой и дополнительной стремянкой. Конструктивная скорость дрезины составляла 50 км/ч. В последующие годы дистанции пути оснащались съёмными мотодрезинами типа ТД-1 и ТД-5 с прицепами, которые использовались как транспортное средство до 60-х годов XX века. В 1950 году дрезины типа Уа заменили дрезинами типа «ДМ» с изолированными и подъёмными рабочими площадками. Производство дрезин ДМ осваивал Тихорецкий машиностроительный завод имени В. В. Воровского.
Дрезина выпускалась на двухосной платформе, оборудованной крюковой сцепкой; на платформе размещалась кабина с бензиновым двигателем (ЗИС-120) и подъемно-поворотная изолированная рабочая площадка, позволявшая работать на контактной сети под напряжением 3,3 кВ.
В 1965 году Проектно-конструкторское бюро Главного управления электрификации и электроснабжения хозяйства МПС СССР разработало проект модернизации дрезины ДМ. В соответствии с данным проектом, в 1967 году, на Пермском заводе МПС СССР, началась запланированная модернизация дрезины ДМ.
В 60-е годы XX века ПКБ ЦЭ совместно с Тихорецким машиностроительным заводом им. В. В. Воровского была разработана автомотриса АГВ с гидромеханической передачей, позволявшей развивать скорость до 80 км/ч., а в 1980-е годы автомотриса АДМ. Мощность силовой установки АДМ позволяла развивать скорость до 100 км/ч. и работать с прицепной массой до 60 тонн. Для установки опор и фундаментов контактной сети, выполнения различных погрузочно-разгрузочных работ, а также иных видов работ автомотриса оснащалась гидравлическим краном с телескопической стрелой. Управление рабочей площадкой было дистанционным, предельный угол её поворота 210° с возможностью работы на расстоянии 6,5 м от оси пути. Двигатель — дизельный, расположен за пределами кабины, в которой могло разместиться 11 человек. В настоящее время автомотриса АДМ имеет различные модификации и (в зависимости от вида) оборудована монтажными люльками (1АДМ-1,3), телескопическими вышками, буровыми устройствами (АДМ-1С), краном-манипулятором (АДМ-1,3 см) и другими устройствами.
Автомотриса среднего класса АРВ-1 была изготовлена в 1995 году ОАО «Муромтепловоз». Она была оборудована подъёмно-поворотной неизолированной рабочей площадкой, на которой располагались выводы для подключения ручного пневмоинструмента. Автомотриса оснащалась лебёдкой для вытяжки проводов, монтажной стрелой.
В 1995 году ОАО «Муромтепловоз» начал выпуск самоходных платформ СМ для ремонта контактной сети. С 2000 года автомотрисы и мотовозы начали оборудовать системами безопасности КЛУБ-П и КЛУБ-УП. Оборудование данными устройствами путевой техники ССПС стало обязательным для всех производителей России. Для выполнения работ по модернизации и строительству железных дорог, различными производителями, начинают выпускаться монтажные поезда.
В настоящее время, специальный подвижной состав можно разделить на виды в зависимости от выполняемых ими функций на:
- Снегоочистительную технику для железных дорог
- Путевые машины строительства, диагностики и ремонта железнодорожного полотна и путевого оборудования
- Специальные научные и военные подвижные составы
- Подвижные составы шахт и карьеров добычи полезных ископаемых
- Самоходные машины, дрезины.